# Chiesa di San Pantaleo (Zoagli)
La chiesa di San Pantaleo è un luogo di culto cattolico situato nella località omonima, in via San Pantaleo, nel comune di Zoagli, nella città metropolitana di Genova.

## Storia e descrizione

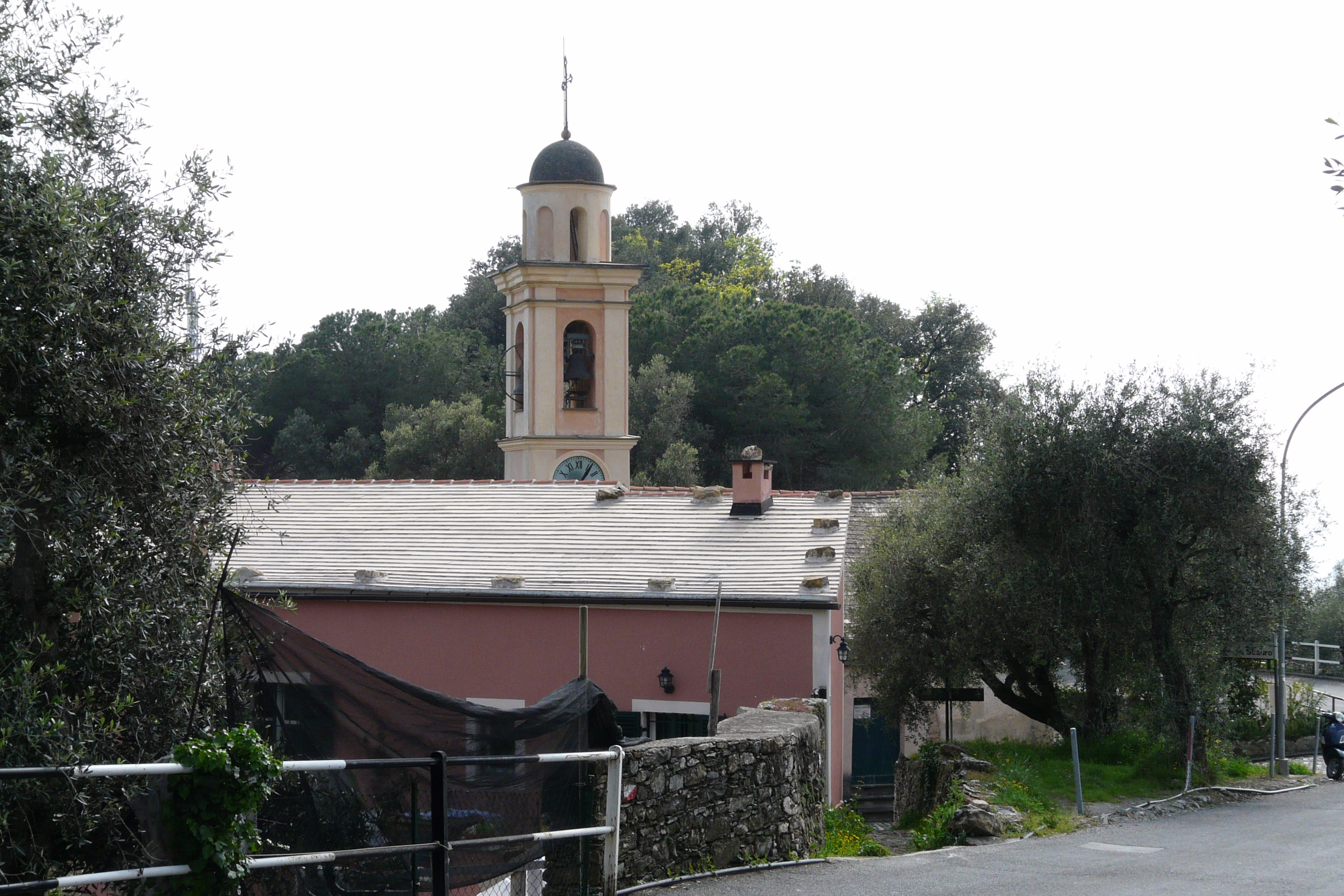
Vista laterale della chiesa

Costruita nel XII secolo in stile romanico sulla Via Romana, la sua prima citazione ufficiale risale in un atto testamentario datato 9 maggio 1484 a favore del tempio religioso.
L'edificio conserva il bicchiere con il quale, secondo la leggenda, fu offerto da bere al pontefice Pio VII di ritorno dalla Francia dopo la carcerazione.